# Бондырева, Светлана Константиновна
Светла́на Константи́новна Бо́ндырева (род. 17 сентября 1943, Фрунзе) — российский психолог, кандидат педагогических наук, доктор психологических наук, профессор, академик РАО (2004), заместитель председателя координационного совета РАО.

## Биография
Родилась в 1943 году в городе Фрунзе Киргизской ССР. В 1968 году окончила Киргизский государственный университет (факультет иностранных языков), в 1982 году окончила Пржевальский государственный педагогический университет (факультет филологии).
С 1968 по 1970 год преподавала английский язык в КГУ. В 1972—1973 годах работала литературным сотрудником газеты. С 1973 года по 1993 год аспирант и научный сотрудник Института теории и истории педагогики Академии педагогических наук СССР. В 1989 году защитила кандидатскую диссертацию на тему «Становление и развитие многоязычной школы (конец 30-х — середина 70-х гг.)» с присуждением учёной степени кандидата педагогических наук.
С 1993 года работает в Московском психолого-социальном университете. С 1993 года по 1996 год занимала должность первого проректора Международной Педагогической Академии. В 1999 году назначена ректором Московского психолого-социального института. В 1999 году защитила докторскую диссертацию на тему «Социально-психологические основания развития единого образовательного пространства СНГ: структурно-содержательные и функциональные характеристики взаимодействия субъектов» и стала доктором психологических наук.
В настоящее время — профессор, академик РАО (избрана 22 апреля 2004 года), ректор Института профессиональной подготовки и переподготовки научно-педагогических кадров РАО и ректор Московского психолого-социального института (ныне — Московский психолого-социальный университет). Является заместителем председателя Координационного совета по психолого-педагогическим исследованиям РАО, вице-президентом Академии педагогических и социальных наук, а также заместителем главного редактора Издательского Дома «РАО» и заместителем главного редактора журналов «Мир психологии», «Мир образования — образование в мире» и «Известия Российской академии образования».

## Научные проблемы
Бондырева рассматривала единое образовательное пространство как особое социокультурное явление, решающим фактором структурирования которого может выступить взаимодействие индивидуализирующихся в своих позициях субъектов. Она обосновала необходимость рассмотрения взаимоотношений субъектов образования на уровне сложноорганизованного, иерархизированного, многопланового взаимодействия, в результате которого могут возникать общие социокультурные структуры и единое образовательное пространство.
Автор более 190 научных работ по психологии и педагогике, в том числе монографий, учебно-методических пособий и статей.

## Основные труды
- Бондырева С. К. Социокультурные основания развития единого образовательного пространства СНГ: структурно-содержательные и функциональные характеристики взаимодействия субъектов. — М., 1998.
- Бондырева С. К. Тенденции развития интеграционных процессов в области образования в странах СНГ. — М., 1998.
- Бондырева С. К. Психолого-педагогические проблемы интегрирования образовательного пространства. — М., 2000.
- Бондырева С. К., Безюлева Г. В, Шеламова Г. М. Толерантность в пространстве образования. — М., 2005.
- Бондырева С. К., Безюлева Г.В, Шеламова Г. М., Клименко Н. И., Назарова Е. А. Социальная адаптация и профессиональная реабилитация мигрантов в учреждениях до-вузовского профессионального образования — запрос времени. — М., 2005.
- Бондырева С. К., Колесов Д. В. Выживание (факторы и механизмы). — М., 2005.
- Бондырева С. К.«Пособие спецкурса для работников психолого-лингвистических цент-ров по профессиональной и социокультурной адаптации детей-мигрантов. — М., 2006.
- Бондырева С. К. Учитель в поликультурном пространстве России: Пособие спецкурса для учащихся высших и средних педагогических заведений по работе в поликультурной среде. — М., 2006.
- Бондырева С. К. Межличностное взаимодействие в этнопедагогическом контексте диалога культур // Новое в психолого-педагогических исследованиях. — 2006. — № 1.
- Бондырева С. К. Гармония — это счастье // Практический журнал для учителя и администрации школы. — 2006. — № 11.
- Бондырева С. К. Отношение как базовое основание этнического самоопределения // Мир психологии. — 2006. — № 4.
- Бондырева С. К., Колесов Д. В. Нравственность. — М., 2006.
- Бондырева С. К., Колесов Д. В. Наркотизм (природа и продление). — М., 2006.
- Бондырева С. К., Колесов Д. В. Человек (вхождение в мир). — М., 2007.
- Бондырева С. К. Миграция: Материалы «круглого стола»: Научное издание. — М., 2007.
- Бондырева С. К., Колесов Д. В. Внутренний мир, сознание, духовность. — М., 2007.
- Бондырева С. К., Колесов Д. В. Окружающий мир, потребности, духовность. — М., 2007.
- Бондырева С. К., Колесов Д. В. Суверенитет. Субъективность. Свобода: учеб. пособие. — Москва—Воронеж, 2007.
- Бондырева С. К., Колесов Д. В. Духовность: психология, социология, семантика: учеб. пособие. — Москва—Воронеж, 2007.
- Бондырева С. К., Колесов Д. В. Переживание: психология, социология, семантика: учеб. пособие. — Москва—Воронеж, 2007.
- Бондырева С. К., Колесов Д. В. Чувство: психология и семантика: учеб. пособие. — Москва—Воронеж, 2008.
- Бондырева С. К., Колесов Д. В., Колесов Д. Д. Настроение: Психология и семантика: учеб. пособие. — Москва—Воронеж, 2008.
- Бондырева С. К., Колесов Д. В. Матрица духовности: учеб. пособие. — Москва—Воронеж, 2008.

## Награды и звания
В 1988 году была награждена медалью К. Д. Ушинского. В 2001 году награждена премией Президента Российской Федерации в области образования. В 2003 году награждена медалью Г. И. Челпанова и наградным знаком «Почётный работник высшего профессионального образования Российской Федерации». В 2004 году награждена медалью ордена «За заслуги перед Отечеством II степени». В 2007 году награждена золотой медаль «За достижения в науке» Российской академии образования. В 2008 году стала лауреатом премии Правительства Российской Федерации в области образования. В 2013 году награждена медалью Российской академии образования им. Л. С. Выготского.